# Ambroise Delachenal
Pour les articles homonymes, voir Delachenal.
Ambroise Delachenal (italianisé en Ambrogio De La Chenal), né le 24 novembre 1808 à Ugine et mort le 9 janvier 1894, est un avocat et homme politique savoyard du royaume de Sardaigne.

## Biographie

### Origines
Joseph-Marie-Ambroise Delachenal, parfois écrit de Lachenal, naît le 24 novembre 1808,, parfois on trouve la date de 1809, à Ugine, qui se trouve dans le Mont-Blanc. Le duché de Savoie a été annexé par les révolutionnaires français, en 1792. Il est le fils de Joseph Marie Delachenal, (1781-1861) et d'Adélaïde Blanc († 1822). Il est issu d'une famille de notables, originaire d'Ugine.
Il fait des études de droit et devient docteur de l'université de Turin,,.

### Carrière
Inscrit en 1836 comme avocat à la Cour d'appel de Chambéry, Ambroise Delachenal est aussi professeur de droit, avant d'entamer une carrière politique.
Les électeurs du collège d'Ugine — comprenant les mandements d'Ugine, de Beaufort et de Faverges et 1103 électeurs — le choisissent pour représenter le duché de Savoie au parlement du royaume de Sardaigne, à Turin, lors des IIe et IIIe législatures du royaume de Sardaigne. En effet, lors de la IIe législature, Antoine Mathieu est élu par le collège en même temps qu'il a été choisi par celui d'Annecy. Il optera pour cette dernière, démissionnant. Une nouvelle élection est engagée et voit sa victoire le 21 mars 1849 contre le député sortant le comte Théophile-Victor de Chevron Villette. Il est réélu au mois de juillet 1849,. Lors de la nouvelle élection de décembre 1849 (IVe législature), le comte Théophile-Victor de Chevron Villette reprend son siège qu'il occupait lors de la Ire législature.
Ambroise Delachenal, de 1848 à 1859, est membre du Conseil divisionnaire de la division administrative de Chambéry. Le conseil divisionnaire — équivalent aux conseils d'arrondissement en France pour la période — était composé de membres choisis au sein des conseils municipaux. Il devient syndic de la ville de Chambéry, pour la période de 1850 à 1852 (selon l'ouvrage Les préfets de Gambetta, op.cit.), tandis que François Miquet Léon Buffet, à sa suite, indiquent qu'il est nommé syndic le 4 mai 1853 et qu'il démissionne de ces différentes fonctions le 10 février 1855,.
Lors des débats précédant la réunion du duché à la France, favorable à Cavour, il appartient au parti anti-annexionniste. Toutefois, à la suite du traité de Turin, signé le 24 mars 1860, il reste en Savoie et opte pour la nationalité française.
Il est fait chevalier de l'ordre des Saints-Maurice-et-Lazare. Cette nomination est jugée tardive et « parut a tous comme la réparation d'un oubli et le payement d'une juste, dette », pour reprendre les mots de l'érudit local, le père Léon Buffet (1871-1944).
Ambroise Delachenal meurt le 9 janvier 1894. Lors de ses funérailles, l'avocat Bourgeois, bâtonnier de l'ordre des avocats, fait son éloge.

## Famille
Ambroise Delachenal épouse Claire Portier (1807-1894), cousine issue-de-germaine de Jean-Pierre Fontanet, l'arrière-grand-père de Joseph Fontanet. Ils ont trois enfants Adèle (1834-1917), Joseph et Eugène,.
Les deux garçons suivent les traces de leur père en entamant des études de droit. L'aîné, Joseph, devient avocat, puis secrétaire de la préfecture de Chambéry (1870-1872), avant de devenir conseiller à la Cour d'Appel de Chambéry,. Son frère devient professeur de droit à la faculté catholique de Lille,. Adèle épouse le 16 août 1855 Eugène Alexandre Guiter, commissaire de la République de l'Ardèche, puis préfet de la Savoie, qui sera préfet de la Savoie en 1870,,.
Son petit-fils, Joseph Delachenal, fils d'Eugène, et arrière-petit-fils, Jean Delachenal, seront également députés du département de la Savoie, à l'Assemblée nationale,.

## Décorations
Ambroise Delachenal a été fait :
- Chevalier de l'ordre des Saints-Maurice-et-Lazare[1]